# Kolómak
Kolómak (en ucraniano: Коломак) es un pueblo ucraniano perteneciente al óblast de Járkov. Situado en el noreste del país, es parte del raión de Bojodújiv y centro del municipio (hromada) homónimo.

## Toponimia
El nombre del pueblo en otros idiomas de importancia local es también Kolómak (en ruso: Коломак).

## Geografía
Kolómak se encuentra a ambas orillas del río Kolómak, 62 km al noreste de Poltava y 90 km al oeste de Járkov.

## Historia
Kolómak fue mencionado por primera vez por escrito en 1571 y se convirtió en la ciudad centenaria del regimiento Ajtirski en 1680 y luego en un asentamiento del regimiento de Járkov. Kolómak es una antigua ciudad cosaca de la Ucrania Libre donde el hetman Iván Mazepa resultó elegido. Durante la Gran guerra del norte, Kolómak fue quemado por las tropas suecas en febrero de 1709, pero en 1711 el lugar restaurado fue quemado y destruido por los tártaros de Crimea, que capturaron y se llevaron a muchos habitantes
El pueblo formó parte del uyezd de Valki en la gobernación de Járkov del Imperio ruso. En la guerra civil rusa, se estableció aquí el poder soviético en enero de 1918, pero ya en abril fue ocupado por tropas alemanas y más tarde, cambió varias veces hasta que volvió a poder bolchevique el 12 de diciembre de 1919.
Durante la Segunda Guerra Mundial, Kolómak fue ocupada por la Alemania nazi del 16 de octubre de 1941 a septiembre de 1943. En octubre de 1941 se creó aquí un campo de concentración para prisioneros de guerra soviéticos.
El pueblo recibió el estatus de asentamiento de tipo urbano en 1959.
Hasta el 18 de julio de 2020, Kolómak fue centro del raión de Kolómak. El raión se abolió en julio de 2020 como parte de la reforma administrativa de Ucrania, que redujo el número de raiones del óblast de Járkiv a siete. El área del raión de Kolómak se fusionó con otros en el raión de Bojodújiv.En 2023, Kolómak perdió el estatus de asentamiento de tipo urbano debido a la eliminación de este estatus administrativo.

## Demografía
La evolución de la población de Kolómak entre 1864 y 2022 fue la siguiente:
| 3248                                                          | 3775 | 5057 | 6917 | 7140 | 5571 | 5363 | 4628 | 3855 | 3844 | 3833 | 2619 |
| (Fuente: Cities & Towns of Ukraine y UKRAINE: Größere Städte) |      |      |      |      |      |      |      |      |      |      |      |

## Infraestructura

### Transporte
La autopista M03, que conecta Kiev y Járkov a través de Poltava, pasa unos 10 km al sur de Kolónak, y el asentamiento tiene fácil acceso a ella; además por aquí discurre la carretera territorial T-21-16. La estación de tren de Kolómak, en la línea ferroviaria del sur que conecta Járkov y Poltava, no está ubicada en Kolómak sino en Shelestove (unos 5 km al oeste).